# Basler BT-67
Basler BT-67 je transportni zrakoplov kojeg je proizvodila američka tvrtka Basler Turbo Conversions iz Wisconsina. Riječ je o nadograđenoj inačici zrakoplova Douglas DC-3 a BT-67 je izgrađen kako bi se povećao koristan vijek trajanja u odnosu na Douglas. Promjene u odnosu na DC-3 su uključivale Pratt & Whitney Canada PT6A-67R motore, produljenja trupa, jaču konstrukciju zrakoplova, nadograđenu avioniku te modifikaciju na krilima.
Zrakoplov je predstavljen u siječnju 1990. a pojedinačna cijena je iznosila 4,5 milijuna USD. Koristi se u civilne (civilni transport, znanstvena istraživanja) i vojne svrhe.

## Korisnici

### Civilni korisnici
- SAD: Aerocontractors, Bell Geospace Aviation, Inc., World Air Logistics, američko Ministarstvo šumarstva.
- JAR: Međunarodni antarktički logistički centar i Spectrem Air Surveys.
- Kanada: Kenn Borek Air.
- Njemačka: Institut za polarna i morska istraživanja Alfred Wegener.

### Vojni korisnici
- SAD: USAF.
- Bolivija: bolivijske zračne snage.
- Gvatemala: gvatemalsko ratno zrakoplovstvo.
- Kolumbija: kolumbijske zračne snage i nacionalna policija.
- Malavi: ratno zrakoplovstvo Malavija.
- Mali: malijske zračne snage (tri zrakoplova).[1]
- Mauretanija: mauritanijske zračne snage.
- Salvador: salvadorsko ratno zrakoplovstvo koristi jedan avion za potrebe taktičkog transporta.[2]
- Tajland: Kraljevske tajlandske zračne snage.

## Tehničke karakteristike
Osnovne karakteristike
- posada: 2 (pilot i kopilot)
- kapacitet: 40 putnika
- dužina: 20,62 m
- raspon krila: 29,16 m
- visina: 5,56 m

Letne karakteristike
- najveća brzina: 417 km/h (251 mph)
- ekonomska brzina: 380 km/h (236 mph)
- dolet: 3.445 km (2.140 milja)
- najveća visina leta: 7.620 m
- motor: 2× Pratt & Whitney Canada PT6A-67R
  - propeler: 2× Hartzell propeler (svaki s pet lopatica)

## Vanjske poveznice
- BaslerTurbo.com